# Bezzia pulchripes
Bezzia pulchripes är en tvåvingeart som beskrevs av Jean-Jacques Kieffer 1917. Bezzia pulchripes ingår i släktet Bezzia och familjen svidknott. Inga underarter finns listade i Catalogue of Life.